# Schwoben
Schwoben (en alsacià Schwobe) és un municipi francès, situat a la regió del Gran Est, al departament de l'Alt Rin. L'any 2004 tenia 269 habitants.

## Demografia
| 1962 | 1968 | 1975 | 1982 | 1990 | 1999 |
| ---- | ---- | ---- | ---- | ---- | ---- |
| 113  | 119  | 123  | 122  | 179  | 255  |

## Administració
| Període   | Identitat          | Partit |
| --------- | ------------------ | ------ |
| -2001     | Martin Colin       |        |
| 2001-2008 | Michel Habermacher |        |
| 2008-     | Annie Quertier     |        |